# Samone
Samone és un comune (municipi) de la ciutat metropolitana de Torí, a la regió italiana del Piemont, situat a uns 40 quilòmetres al nord de Torí. A 1 de gener de 2019 la seva població era de 1.581 habitants.
Samone limita amb els següents municipis: Fiorano Canavese, Banchette, Salerano Canavese, Loranzè, Pavone Canavese i Colleretto Giacosa.